# Jiří Hůla (fotbalista)
Jiří Hůla (* 22. listopadu 1944 Kladno) je bývalý český fotbalový obránce a trenér.

## Fotbalová kariéra
V československé lize hrál za SONP Kladno. Dal 2 ligové góly. Za Kladno hrál s výjimkou vojny od roku 1963 do roku 1976, později zde byl trenérem (1983–1996).

## Ligová bilance
| Ročník                                   | Zápasy | Góly | Klub        |
| ---------------------------------------- | ------ | ---- | ----------- |
| 1. československá fotbalová liga 1963/64 | 3      | 2    | SONP Kladno |
| 1. československá fotbalová liga 1969/70 | 30     | 0    | SONP Kladno |
| CELKEM 1. liga                           | 33     | 2    |             |